# Paionios

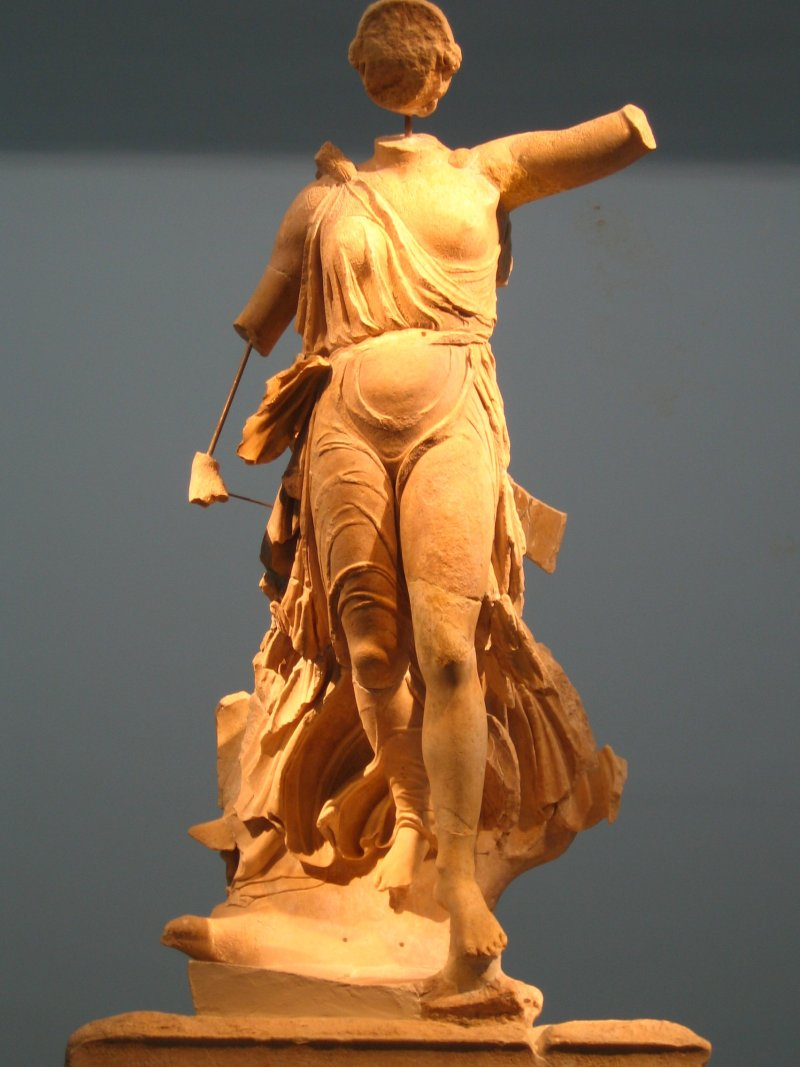
Niké de Paionios

Paionios de Mendè (en grec Παιώνιος Μενδαῖος) est un sculpteur grec classique originaire de la cité de Mendè en Chalcidique qui a vécu et travaillé pendant le Ve siècle av. J.-C.
Il n'est connu que par une inscription et deux mentions de Pausanias, qui cite deux de ses œuvres. La première est une statue de Niké, connue comme la Victoire de Paionios, actuellement conservée au Musée archéologique d'Olympie. Pausanias la mentionne au IIe siècle apr. J.-C. lors de son séjour à Olympie ; l'identification est rendue certaine grâce à la base signée.
Pausanias attribue également à Paionios les sculptures du fronton Est du temple de Zeus à Olympie, qui représente la préparation de la course de chars entre Pélops et Œnomaos. L'attribution est remise en cause par les auteurs modernes : Pausanias s'est sans doute trompé en lisant l'inscription de la Victoire. Celle-ci mentionne en effet les acrotères du temple de Zeus, qui ont disparu.